# Ahmed Adly
Ahmed Adly (en àrab: أحمد عدلي) (nascut al Caire el 19 de febrer de 1987), és un jugador d'escacs egipci, que té el títol de Gran Mestre des de 2005. Ha estat el primer Gran Mestre egipci de la història, i l'africà més jove de tots els temps en assolir aquest títol. Ha estat dos cops campió d'Egipte, els anys 2007 i 2009.
A la llista d'Elo de la FIDE del març de 2016, hi tenia un Elo de 2601 punts, cosa que en feia el jugador número 2 (en actiu) d'Egipte (i de tot el continent africà). El seu màxim Elo va ser de 2640 punts, a la llista de gener de 2011 (posició 110 al rànquing mundial).

## Resultats destacats en competició
El 2001, amb només 14 anys, guanyà el campionat africà Sub-20, i hi obtingué les seves primeres normes de MI i GM. El 2004, fou tercer al Campionat del món Sub-18, a Grècia (el campió fou Radosław Wojtaszek). Es va classificar per a la fase eliminatòria del Campionat del món de la FIDE de 2004, però va perdre en el matx de primera ronda contra Serguei Rublevski.
El 2005, va guanyar el campionat d'escacs de l'Àfrica, i el campionat àrab júnior. A finals d'any, va participar en la Copa del món de 2005 a Khanti-Mansisk, un torneig classificatori per al cicle del Campionat del món de 2007, on tingué una mala actuació i fou eliminat en primera ronda per Ruslan Ponomariov. El 2007 va guanyar el Campionat del món Sub-20 celebrat a Erevan; ha estat el primer africà a aconseguir-ho. El desembre de 2007 fou campió d'Egipte amb 7½ punts de 9.
El 2011 es proclamà campió de l'Àfrica per segon cop en la seva carrera. Entre l'agost i el setembre de 2011 participà en la Copa del món de 2011, a Khanti-Mansisk, un torneig del cicle classificatori pel Campionat del món de 2013, i hi tingué una mala actuació; fou eliminat en primera ronda per Bu Xiangzhi (0-2).

### Participació en olimpíades d'escacs
Adly ha participat, representant Egipte, en cinc Olimpíades d'escacs entre els anys 2006 i 2014 (tres cops com a 1r tauler), amb un resultat de (+25 =11 –13), per un 62,2% de la puntuació. El seu millor resultat el va fer a l'Olimpíada del 2012 en puntuar 4½ de 8 (+6 =2 -1), amb el 77,8% de la puntuació, amb una performance de 2689.